# اولکساندر بوندارنکو (بازیکن فوتبال، زاده ۱۹۶۶)
اولکساندر بوندارنکو (اوکراینی: Олександр Миколайович Бондаренко؛ زادهٔ ۲۹ ژوئن ۱۹۶۶) بازیکن فوتبال اهل اتحاد جماهیر شوروی سوسیالیستی است.
از باشگاه‌هایی که در آن بازی کرده‌است می‌توان به باشگاه فوتبال تمپ شپتیفکا، باشگاه فوتبال تورپیدو زاپروژیا، باشگاه فوتبال متالورگ زاپروژیا، باشگاه فوتبال تاوریا سیمفروپول، و باشگاه فوتبال چورنومورتس اودسا اشاره کرد.
وی همچنین در تیم ملی فوتبال اوکراین بازی کرده‌است.